# Rhodostrophia khasiana
Rhodostrophia khasiana là một loài bướm đêm trong họ Geometridae.